# وروار سنونوي الذيل
وروار سنونوي الذيل (الاسم العلمي: Merops hirundineus) هو نوع من الطيور يتبع جنس الوروار من فصيلة الوروارية.يتكاثر في غابات السافانا في أفريقيا جنوب الصحراء الكبرى. كما أنه مهاجر جزئيًا، ويتحرك استجابة لأنماط هطول الأمطار.

## الصفات المميزة
هذا النوع، مثل غيره من أكلة النحل، طائر غني بالألوان ونحيف. ألوانه وذيله المتشعب المرئي بسهولة تجعل هذا النوع لا لبس فيه. يكون لونه أخضر بشكل أساسي مع حلق أصفر وطوق أزرق وشريط عين أسود ومنقار أسود. يمكن أن يصل طوله إلى 20-22 سم، بما في ذلك الريش الأخضر أو الأزرق طويل التشعب. والجنسين متشابهان. الإناث أكثر شحوبة قليلا، طوق الخاتم أضيق والذيل أقل تشعبًا. في الطيور الصغيرة، الرقبة بيضاء، وليس لديهم طوق الخاتم والذيل أقل تشعبًا.
ويفضل بلدًا مليئًا بالأشجار إلى حد ما أكثر من معظم آكلي النحل. يقترب هذا الطائر الجذاب إلى الإنسان بسهولة. تمامًا كما يوحي الاسم، يأكل آكلو النحل الحشرات في الغالب، وخاصة النحل والدبابير. ويفضل نحل العسل.
تعشش كأزواج أو مستعمرات صغيرة جدا في ضفاف رملية أو أرض مسطحة مماثلة. وتصنع نفقًا طويلًا نسبيُا من 2 إلى 4 بيضات كروية بيضاء. هذه الطيور تتغذى أيضا وتجثم بشكل جماعي.